# Arthur Baker
Arthur Baker (Boston, 22 de abril de 1955) é um produtor musical e DJ estadunidense, mais conhecido por seu trabalho junto a  artistas do hip hop como Afrika Bambaataa, Planet Patrol e o grupo britânico New Order, e a produção musical do filme Curtindo a Vida Adoidado.